# Varieté Velociped
Varieté Velociped är en musikgrupp som bildades 2002 av musikerna Erik Petersen, Bengt Johansson och Svante Drake. Gruppen har turnerat flitigt sedan dess med ett program bestående bland annat av klassisk musik på ett udda instrumentarium: Cykel, skidor, muntrummor, vinglas, Sveriges största blockflöjt (2,5 m. hög) samt elektrifierad långkalsong.